# Nowa Dofiniwka
Nowa Dofiniwka (ukrainisch Нова Дофінівка, russisch Новая Дофиновка Nowaja Dofinowka) ist ein Dorf in der Oblast Odessa im Südwesten der Ukraine mit etwa 1300 Einwohnern (2001).

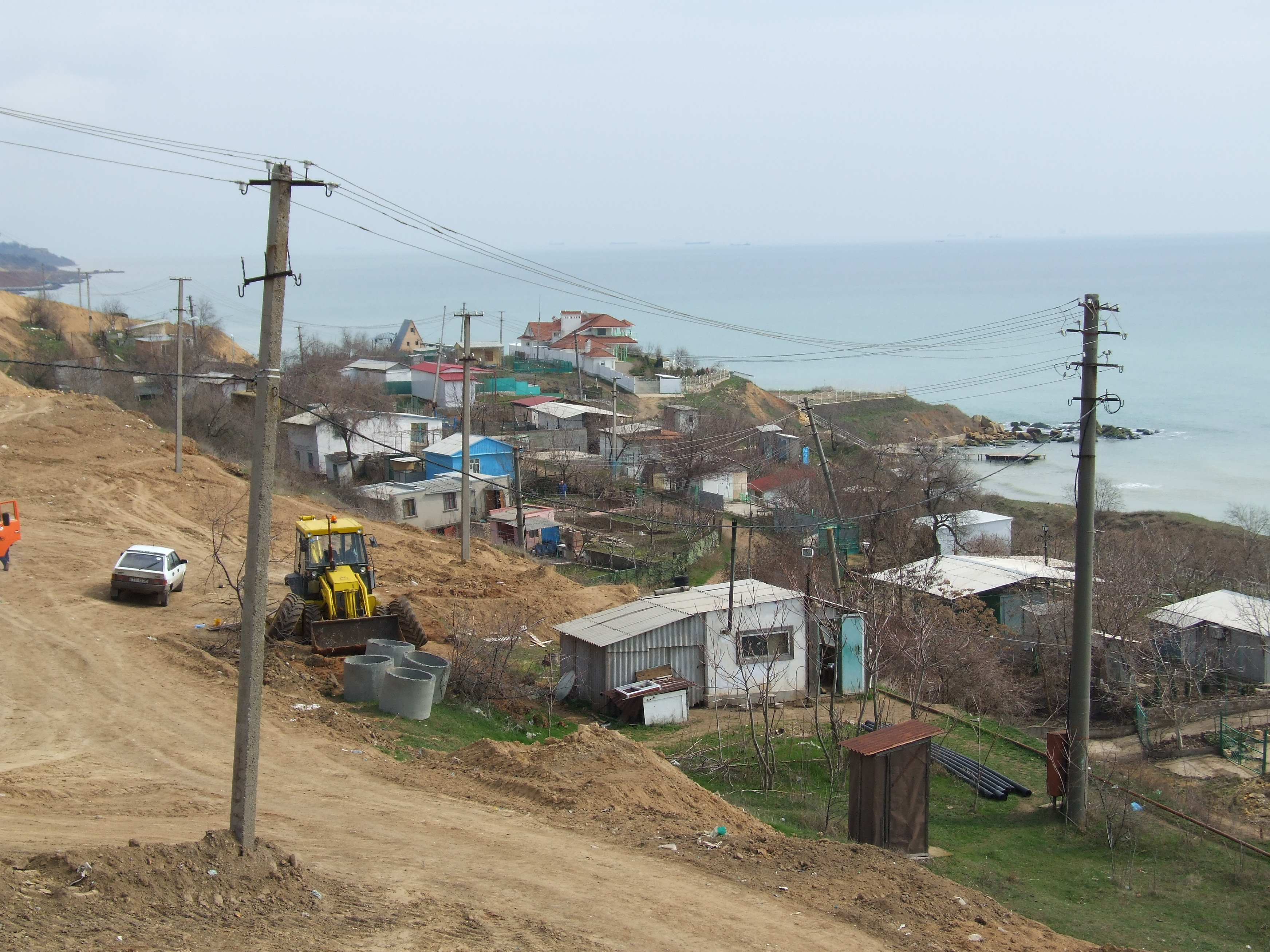
Blick auf Dorf und Küste

Das 1290 erstmals schriftlich erwähnte Dorf liegt an der Küste des Schwarzen Meeres 22 km nordöstlich von Odessa und 30 km südwestlich vom ehemaligen Rajonzentrum Dobroslaw.
Durch das Dorf verläuft die Fernstraße M 28.
Am 12. Juni 2020 wurde das Dorf ein Teil der Landgemeinde Fontanka, bis dahin bildete es zusammen mit dem Dorf Wapnjarka die Landratsgemeinde Nowa Dofiniwka (Новодофінівська сільська рада/Nowodofiniwska silska rada) im Südwesten des Rajons Lyman.
Am 17. Juli 2020 wurde der Ort Teil des Rajons Odessa.

## Persönlichkeiten
Der ukrainische Maler griechischer Abstammung Kyriak Kostandi (1852–1921) kam am 21. Septemberjul. / 3. Oktober 1852greg. im Dorf zur Welt.